# Le Landeron (confréries)
Pour les articles homonymes, voir Le Landeron (homonymie).

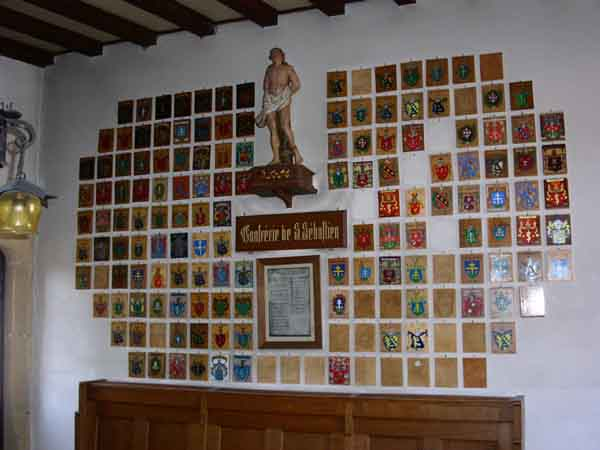
La salle de la question en château avec les armories des membres vivants des confréries (ici de St-Sébastien)

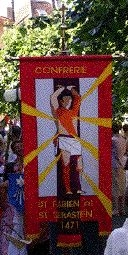
La nouvelle bannière de la confrérie de St-Sébastien, datant de 2002

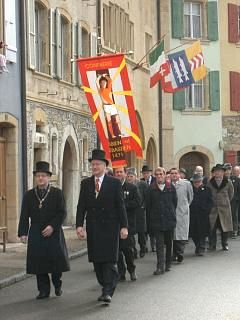
Cortège de la confrérie de St-Sébastien

La ville du Landeron, fondée en 1325, centre d'une châtellenie, possédait sa propre organisation militaire. En 1449, elle conclut avec Soleure un traité de combourgeoisie qui l'oblige à fournir des soldats à cette ville. Elle doit en mettre aussi au service du comte de Neuchâtel. Hallebardiers, piquiers, couleuvriniers, arbalétriers sont fréquemment mobilisés.

## Honorable Confrérie de St-Sébastien et de St-Fabien
Au milieu du XVe s., pense-t-on, les soldats des deux dernières catégories fondent une société de tir. En 1471, le comte Rodolphe de Hochberg lui octroie une lettre de franchises et, en 1500, Philippe de Hochberg sanctionne un règlement de tir, suivi de plusieurs autres. Les franchises de 1471 sont confirmées en 1525. Il est alors précisé que les compagnons doivent célébrer la fête de saint Sébastien, choisi comme patron à cause des flèches dont il a été percé. Saint Fabien, pape martyr, s'y est ajouté pour une raison liturgique. Dès lors, l'association sportive porte le nom de „Confrérie“.
L’administration de celle-ci est confiée à un maître et à deux serviteurs. Tous trois assurent la bonne tenue des jeux. Le maître gère aussi les finances. Le dernier règlement de tir, de 1599, se réfère uniquement à la couleuvrine. Aux XVIIe et XVIIIe s. les armes anciennes ont disparu et, on ne sait à quel moment, le but primitif de la confrérie. Les règlements mettent l'accent sur les devoirs religieux et moraux des membres : fidélité à la foi catholique conservée à l'époque de la Réforme, assistance à la messe et aux vêpres de la fête de S. Sébastien, à la messe pour les défunts dont les noms figurent au nécrologe et aux funérailles des confrères.

### Dans le temps
La qualité de membre s'acquiert dès l'âge de 18 ans, par filiation paternelle. Elle ne s'obtient plus, comme aux premiers siècles de l'institution, par achat. La confrérie s'est ainsi figée et limitée à un certain nombre de familles, toutes bourgeoises et communières du Landeron, portant les noms Bellenot, Digier, Frochaux, Gicot, Guenot, Muriset, Perroset, Quellet, Ruedin. Tout confrère est tenu d'assumer, à tour de rôle, un an durant, la charge de garçon de confrérie (dit aussi „domestique“), puis de maître. Un président et un secrétaire permanents assurent la continuité administrative. Chaque confrère a son armoiries suspendue dans l'une des salles du château du Landeron.

### Fête annuelle
Chaque année, le dimanche 20 janvier ou le dimanche suivant le voit confluer au Landeron de nombreux confrères heureux de se retrouver en la chapelle des Dix-Mille-Martyrs pour la messe festive de la Saint-Sébastien suivie de l'assemblée annuelle en l'hôtel de ville. De là, un cortège au son du tambour, bannière au vent, en tête le nouveau maître et l'ancien maître portant les chaînes d'honneur que la tradition attribue à la Duchesse de Nemours, fait le tour du bourg pour se rendre au château où se tient le repas communautaire.

## Honorable Confrérie de St-Antoine
Fondé en 1494 par 46 laïques et 2 religieux contient les familles des hallebardiers et des piquiers. Elle est plus petite que celle de St-Sébastien. Son patron est St-Antoine et la fête une semaine avant.

## Honorable Confrérie du St-Esprit
Elle contenait des étudiants et des médecins. Elle gérait un hôpital, mais elle n'existe plus de nos jours.